# Shenyang J-11
Shenyang J-11 (tiếng Trung: 歼-11) là một loại máy bay tiêm kích thế hệ thứ tư của Không quân Quân giải phóng Nhân dân Trung Quốc dựa trên kiểu máy bay Sukhoi Su-27SK. Ban đầu là một dự án hợp tác giữa Sukhoi và Công ty Máy bay Shenyang (Thẩm Dương), hiện nay nó được Trung Quốc tiếp tục cải tiến và phát triển, và đã được trang bị cho nhiều đơn vị Không quân Trung Quốc.
Trung Quốc đã ký một thỏa thuận về bản quyền để chế tạo 200 chiếc Sukhoi Su-27S trong nước năm 1996 và Nga sẽ lo việc cung cấp hệ thống điện tử, ra đa và động cơ. Nhưng đến năm 2006 thì thỏa thuận bị dẹp bỏ vì Nga phát hiện Trung Quốc sao chép động cơ và công nghệ để làm ra một phiên bản khác là chiếc J-11. Tuy nhiên Trung Quốc đã tuyên bố là chính mình đã yêu cầu phía Nga ngừng thỏa thuận vì nó không còn đáp ứng tiêu chuẩn của Trung Quốc. J-11 bị xem như một bản sao chế tạo bất hợp pháp không đăng ký giấy phép của chiếc Su-27 dù đã thay thế hệ thống điện tử và vũ khí trên máy bay thành đồ Trung Quốc. Và việc sao chép này cũng xảy ra với chiếc Su-33 để làm ra chiếc Shenyang J-15 và chiếc Su-30MKK để làm ra chiếc Shenyang J-16.

## Lịch sử

### Kế hoạch J-11 cũ bị bỏ rơi
Vào thập niên 1970, Công ty Máy bay Shenyang đã đề nghị để thiết kế một mẫu máy bay tiêm kích hạng nhẹ trang bị động cơ Rolls-Royce Spey 512 của Anh, nhưng mặt khác lại giống MiG-19 lúc đó đang hoạt động trong các đơn vị không quân của Trung Quốc. Được biết đến với tên gọi J-11, dự án đã bị bỏ rơi do khó khăn trong việc mua động cơ từ Anh.

### Kế hoạch J-11 mới
J-11 mới là phiên bản Trung Quốc của mẫu máy bay tiêm kích chiếm ưu thế trên không Sukhoi Su-27SK của Liên Xô/Nga. Sukhoi lúc đầu đã cung cấp các gói thiết bị của Su-27 cho Shenyang Aircraft Corporation dựa trên một hợp đồng đã ký vào năm 1995 nhằm lắp ráp loại máy bay này tại các nhà máy ở Trung Quốc, nhưng sau đó các linh kiện lắp ráp Su-27SK sẽ được Trung Quốc sản xuất với tỉ lệ nội địa hóa tăng dần cho đến 70% trên tất cả những chiếc Su-27 do Trung Quốc đặt mua cho Không quân Quân giải phóng (PLAAF). Có nguồn cho rằng Sukhoi đã đồng ý cung cấp một chương trình nâng cấp, được thực hiện vào năm 2001, bao gồm việc cải tiến radar và hệ thống điện tử tấn công.
Tuy nhiên, vào năm 2004, các phương tiện thông tin đại chúng của Nga đã đưa tin kế hoạch hợp tác sản xuất J-11 giữa Shenyang và Sukhoi kết thúc sau khi có hơn 100 chiếc được chế tạo. Trước đó, Không quân Trung Quốc đã trưng bày một mô hình của một phiên bản chiến đấu đa năng được nâng cấp từ J-11 vào giữa năm 2002. Nó được trang bị các tên lửa không đối không PL-12 và không đối hạm của Trung Quốc sản xuất, được dự đoán sẽ đảm nhiệm vai trò tấn công biển.1111
Còn thế hệ J-11 sử dụng động cơ WS-10 nội địa nhưng trên thực tế, chất lượng của nó rất kém, ngay cả lực lượng không quân và không quân hải quân của họ cũng đã 2 lần từ chối trang bị, chỉ đến khi bị "ép" thì nó mới được tiếp nhận. Trong đó có một lô hàng J-11B xảy ra rung động bất thường khi cất cánh. Và một chiếc J-11BS đã bị vỡ kính buồng lái khi đang bay dù may mắn không bị rơi nhưng đây là lỗi cực kỳ nghiêm trọng. Chương trình J-11B bị đánh giá là đang gặp những vấn đề lớn như gặp phải nhiều rắc rối nghiêm trọng về chất lượng điều khiển và đã mất rất nhiều máy bay loại này do gặp tai nạn. Với hàng tấn lỗi và vấn đề rắc rối như thế nên việc sản xuất bị cho là rất chậm khó có thể hình thành trạng thái sẵn sàng trực chiến. Thậm chí chúng vẫn đang trong giai đoạn thử nghiệm và vẫn vấp phải một số lỗi kỹ thuật nên vẫn chưa thể bước vào giai đoạn sản xuất hàng loạt loại máy bay này.

## Triển khai
Hiện nay, PLAAF đã có 7 sư đoàn trang bị J-11, danh sách các sư đoàn này ở bên dưới
- Sư đoàn không quân số 1 PLAAF, căn cứ đóng tại An Sơn, Liêu Ninh, trang bị J-11
- Sư đoàn không quân số 2 PLAAF, căn cứ đóng tại Trạm Giang, Quảng Đông, trang bị Su-27SK, Su-27UBK, và J-11
- Sư đoàn không quân số 6 PLAAF, căn cứ đóng tại Ngân Xuyên, Ninh Hạ, trang bị J-11
- Sư đoàn không quân số 7 PLAAF, căn cứ đóng tại Trương Gia Khẩu, Hà Bắc, trang bị J-11
- Sư đoàn không quân số 14 PLAAF, căn cứ đóng tại Chương Thụ, Giang Tây, trang bị J-11
- Sư đoàn không quân số 19 PLAAF, căn cứ đóng tại Trịnh Châu, Hà Nam, trang bị Su-27SK, Su-27UBK, và J-11
- Sư đoàn không quân số 33 PLAAF, căn cứ đóng tại Cửu Long Pha, Trùng Khánh, trang bị Su-27UBK

## Thiết kế
Loại máy bay này được sản xuất một phần theo giấy phép và không có giấy phép của loại máy bay Sukhoi Su-27SK do Nga sản xuất. Để biết thêm thông tin về thiết kế máy bay, xin mời xem bài Sukhoi Su-27.

## Hiện đại hóa
Trung Quốc dự định sử dụng động cơ nội địa WS-10A nhằm thay thế động cơ Saturn Lyulka AL-31F của Nga. Động cơ turbofan WS-10A mới tạo ra lực đẩy lên đến 13,200 kg. Tại triển lãm Châu Hải 2002, Trung Quốc đã trưng bày một bức ảnh về một chiếc J-11 được khẳng định đã được sửa đổi để thử nghiệm động cơ WS-10A. Tuy nhiên, theo các phương tiện truyền thông Nga vào tháng 11-2006, Trung Quốc có ý định nâng cấp động cơ cho các phi đội Su-27 hiện có của mình và có kế hoạch mua từ Saturn-Lyulka loại động cơ 117S, một mẫu động cơ phát triển từ động cơ AL-31F-M1, biến thể cải tiến từ AL-31F.

## Biến thể
Vào năm 2002, các phương tiện truyền thông Nga đưa tin Shenyang Aircraft Corporation sẽ thay thế những thành phần của J-11/Su-27SK do Nga chế tạo bằng các thành phần do Trung Quốc sản xuất trong nước. Đặc biệt là thay thế radar NIIP N001 của Nga bằng loại radar điều khiển hỏa lực do Trung Quốc tự chế tạo dựa trên dòng Type 147X/KLJ-X, động cơ AL-31F bị thay thế bởi WS-10A, và tên lửa không đối không R-77 sẽ bị thay thế bởi PL-9 và PL-12 cũng do Trung Quốc tự chế tạo. Một chiếc J-11 đã được chụp ảnh với 1 động cơ AL-31F và 1 động cơ WS-10A để thử nghiệm vào năm 2002. Tuy nhiên, phải đến tận năm 2007, khi chính phủ Trung Quốc cuối cùng đã tiết lộ thông tin về J-11 nội địa: J-11 sử dụng để thử nghiệm động cơ WS-10 có tên gọi là J-11WS, và trên chương trình truyền hình của đài truyền hình trung ương Trung Quốc CCTV-7 đã phát những hình ảnh về J-11B vào giữa năm 2007 khi sự tồn tại của J-11 với các bộ phận nội địa cuối cùng đã được xác nhận chính thức.

### J-11
Biến thể do Trung Quốc chế tạo từ Su-27SK với 70% các bộ phận do Trung Quốc tự sản xuất, với một số cải tiến so với Su-27SK nguyên bản, đó là radar, thiết bị điều khiển bay và thêm khả năng tấn công cường kích.
- Radar: radar nguyên bản N001 trên Su-27SK được Trung Quốc mua vào thập niên 1990 được thay thế bởi loại N001V, và tương tự như N001, có thể theo dõi đồng thời 10 mục tiêu. Tuy nhiên, khi chọn 1 mục tiêu trong số 10 mục tiêu theo dõi để tấn công, radar N001 nguyên bản sẽ mất tất cả chín mục tiêu theo dõi còn lại, và phải khởi động lại một quá trình theo dõi khác sau khi tấn công. Radar N001V trên J-11 đã khắc phục được thiếu sót này, trong khi chọn 1 mục tiêu để công kích, 9 mục tiêu còn lại đang theo dõi sẽ không bị mất. Khác biệt lớn về cấu trúc bên trong giữa hai loại radar là bộ xử lý TS100 trên radar N001 được thay bằng bộ xử lý TS101M hiện đại hơn trong radar N001V.
- Thiết bị điều khiển bay: so với Su-27SK chỉ có một màn hình CRT nhỏ đa năng (MFD), J-11 có tổng cộng 2 màn hình hiển thị, một màn hình mới được thêm vào nằm phía trên màn hình CRT cũ, ở góc trên bên phải của bảng điều khiển bay. Màn hình hiển thị đa năng CRT mới này có kích thước giống với màn hình nguyên bản trên Su-27SK, và nó nằm bên phải của HUD.
- Thêm vào khả năng tấn công cường kích: MFD thêm vào chủ yếu được sử dụng để điều khiển các loại đạn dẫn hướng quang-điện có độ chính xác cao như các tên lửa dẫn hướng bằng vô tuyến hay hồng ngoại nhằm tấn công các mục tiêu trên biển cũng như đất liền, kể từ khi các thiết bị quang-điện gắn ngoài và đạn dược dẫn hướng quang-điện có độ chính xác cao do Trung Quốc tự sản xuất rất khó để có thể trực tiếp gắn lắp vào Su-27SK. Hình ảnh và thông tin cho các loại đạn dược dẫn hướng quang-điện, cũng như các thông tin dữ liệu từ các thiết bị quang-điện gắn ngoài cung cấp không thể hiển thị trên màn hình MFD CRT nguyên bản của Su-27SK, và chúng chỉ có thể hiển thị trên màn hình MFD CRT được gắn thêm. Cho dù điều này bổ sung thêm khả năng tấn công cường kích, phải lưu ý rằng J-11 không có khả năng cường kích đầy đủ như các mẫu máy bay chiến đấu mới, vì sự hạn chế của radar, các tên lửa không đối đất dẫn hướng bằng radar không thể lắp đặt trên máy bay này.

### J-11A
J-11A là biến thể nâng cấp radar và các thiết bị đo đạc bay hiện đại hơn, đặc biệt là trang bị EFIS (hệ thống đo đạc thông số bay điện tử) vào hệ thống điện tử.
- Radar: loại N001V trên J-11 đã bị thay thế bởi loại N001VE, N001VE có cùng khả năng theo dõi số mục tiêu giống N001V. Radar N001VE có thể tấn công 2 mục tiêu trong số 10 mục tiêu đang theo dõi bằng các tên lửa không đối không tự dẫn đường bằng radar bán chủ động. Sự khác biệt về cấu trúc chính bên trong giữa hai loại radar là bộ xử lý TS101M cũ của radar N001V được thay thế bằng loại BCVM-486-6 hiện đại hơn, nhiều chức năng hơn, bộ xử lý này thuộc dòng vi xử lý Baguet trong radar N001VE mới.
- HMS: một hệ thống hiển thị trên mũ phi công (HMS) do Trung Quốc tự cải tiến lần đầu tiên xuất hiện trên J-11A, nó sẽ sớm trở thành tiêu chuẩn trên mọi phiên bản của J-11, bao gồm cả J-11.
- EFIS: hầu hết các thiết bị chỉ thị thông số analog trên Su-27SK nguyên bản đã bị loại bỏ, và thay thế bằng 4 màn hình hiển thị đa chức năng (MFD), đây là một phần của tổng thể hệ thống EFIS được thế kế bởi China Aviation Industry Corporation I (Tập đoàn công nghiệp hàng không Trung Quốc I). Có 3 màn hình MFD lớn chiếm hầu hết diện tích của bảng thông số bay, với MFD ở giữa thấp hơn 2 MFD khác ở hai bên. Một màn hình MFD màu cỡ nhỏ được đặt dưới 3 MFD, ở phía dưới góc phải của bảng thông số bay.

### J-11B
Đây là phiên bản đa năng thế hệ 4.5 sử dụng nhiều thành phần nội địa hơn, bao gồm radar, động cơ và tên lửa. Kỹ sư trưởng của chương trình J-11B là tiến sĩ Guo Dianman (郭殿满 - Quách Điện Mãn). Trung Quốc quan tâm đến việc giảm sự phụ thuộc vào công nghệ nước ngoài vì lý do giá cả và mong muốn tăng cường tiềm lực nghiên cứu và thiết kế trong nước. Có thông báo rằng hiện một trung đoàn J-11B đang hoạt động, nhưng điều này có vẻ mâu thuẫn với các thông tin mới nhất do chính phủ Trung Quốc cung cấp: đến tháng 5-2007, sự tồn tại của J-11B cuối cùng đã được công nhận bởi chính phủ Trung Quốc lần đầu tiên trước khi các đài truyền hình Trung Quốc lần đầu tiên phát các hình ảnh về J-11B trong biên chế của PLAAF (Không quân Quân giải phóng). Tuy nhiên, những thông báo chính thức của Trung Quốc tuyên bố rằng chỉ có 2 phi đội J-11B đang hoạt động, thay vì một trung đoàn gồm tới 3 phi đội (tính đến cuối năm 2007). Theo thông báo của Trung Quốc, và được một số nguồn tin phương Tây đồng tình như Jane's Information Group, J-11B có những tính năng cao hơn Su-27SK trong một số bộ phận:
- Sử dụng nhiều vật liệu composite hơn (chủ yếu là sợi carbon), giảm trọng lượng của máy bay hơn 700 kg, trong khi tuổi thọ của bộ phận composite tăng hơn 10.000 giờ so với các bộ phận chế tạo từ thép.
- Thiết kế lại khe hút khí nhằm giảm diện tích phản xạ radar, điều này kết hợp với việc sử dụng vật liệu composite và ứng dụng vật liệu hấp thụ sóng radar đã giảm diện tích phản xạ radar từ 15 m² của Su-27SK xuống còn nhỏ hơn 3 m² trên J-11B.
- J-11B có khả năng tấn công đối đất/đối biển đầy đủ, nó có thể phóng nhiều loại vũ khí dùng để đối đất/đối hải có độ chính xác cao.
- Được xác nhận trang bị động cơ turbofan WS-10 (sẽ được nâng cấp thành WS-10A trong tương lai), theo tuyên bố của Trung Quốc có giá thành vận hành rẻ hơn so với AL-31F.
- Kết hợp hệ thống tạo oxy trong buồng lái (OBOGS): với những trường hợp ngoại lệ của Su-35 và Su-37, J-11B là loại đầu tiên thuộc dòng Su-27 kết hợp công nghệ như vậy. Do việc áp dụng các thiết kế theo phong cách phương Tây nên J-11B có các tính năng như vi điện tử dạng rắn và điều khiển máy tính số hóa hoàn toàn, Trung Quốc tuyên bố hệ thống OBOGS nội địa tốt hơn so với hệ thống analog do Nga giới thiệu với Trung Quốc.
- Cải tiến radar: radar mới có thể theo dõi 6-8 mục tiêu cùng một lúc, và tấn công đồng thời 4 mục tiêu. Khi sử dụng khóa các mục tiêu cỡ lớn như tàu khu trục, tầm tối đa của radar là trên 350 km. Tầm quét phát hiện các mục tiêu trên không không được Trung Quốc công bố, nhưng chắc chắn nó sẽ ngắn hơn nhiều, như tất cả các loại radar. Những tuyên bố chính thức của Trung Quốc tuyên bố rằng radar này tốt hơn so với dòng radar 147x/KLJ-X. Trái ngược với các ý kiến sai lầm bởi nhiều nguồn tin của Trung Quốc, đa nhầm lẫn cho rằng radar được gắn một anten mạng pha thụ động, tuyên bố chính thức của chính phủ Trung Quốc như tạp chí kỹ thuật và các ấn phẩm có tiết lộ rằng radar vẫn dùng một anten mạng rãnh hai chiều.
- Hệ thống điện tử bán dẫn(solid state - nhiều người dịch là dạng rắn nhưng cần phải chú ý rằng trong ngành điện tử,solid state có nghĩa là bán dẫn) số hóa hoàn toàn đã thay thế hệ điện tử tương tự trên Su-27SK. Vào giữa năm 2007, đài truyền hình trung Ương Trung Quốc CCTV-7 đã phát một đoạn phim các phi công Trung Quốc trong buồng lái của J-11B, với LCD của buồng lái kính J-11B có thể nhìn thấy rõ ràng, dù các thông báo chính thức của chính phủ chỉ tuyên bố thay thế hệ thống điện tử nguyên bản với hệ thống điện tử bán dẫn số hóa hoàn toàn do Trung Quốc tự sản xuất, và không có gì thuộc về EFIS hay buồng lái kính được đề cập. So với EFIS trước đó trên J-11A, sự khác biệt rõ nhất là MDF LCD trên J-11B được sắp thẳng hàng, thay vì màn hình ở giữa thấp hơn 2 bên. Việc sắp xếp, bề ngoài và bố trí của các MFD và EFIS của J-11B tương tự như khái niệm thiết kế chung của phương Tây.
- Hệ thống cảnh báo tên lửa tiếp cận.

Mặc dù từ lâu đã đồn rằng J-11B có khả năng tiếp nhiên liệu trên không, người ta không thể xác định rõ. Giáo sư Wang cũng tiết lộ trong cùng một cuộc phỏng vấn rằng J-11B sản xuất hàng loạt sẽ được trang bị động cơ trong nước.

### J-11BS
Phiên bản hai chỗ trước sau của J-11B đang phát triển, theo một số nguồn tin thì đây là phiên bản Trung Quốc của Su-30MK2/3. Chữ cái S được cho là chữ viết tắt của từ Shuangzuo, nghĩa là hai chỗ trong tiếng Trung Quốc. Sự tồn tại của J-11BS được chính thức công nhận bởi chính phủ Trung Quốc vào năm 2007, và một mô hình lớn của J-11BS đã được trưng bày công khai vào ngày 9 tháng 6-2007 buổi lễ khai trương bảo tàng hàng không vũ trụ mới của Viện Công nghệ Cáp Nhĩ Tân nhân kỷ niệm 20 năm ngày thành lập của viện công nghệ này.

### Nâng cấp Su-27SK
Cả hệ thống phụ không đối không SUV-VEP và không đối đất SUV-P của hệ thống điều khiển hỏa lực trên Sukhoi Su-30MKK đã được trang bị cho Su-27SK một chỗ nâng cấp của Trung Quốc, và một đội hỗn hợp gồm kỹ sư của Viện nghiên cứu khoa học thiết kế công cụ Tikhomirov (NIIP) và Nhà máy công cụ nhà nước tại Ryazan đã thành nhà thầu chính cung cấp gói thầu nâng cấp hệ thống điện tử cho Trung Quốc. Hệ thống phụ SUV-VEP sửa đổi được gọi tên là SUV-VE, trong khi hệ thống phụ SUV-P sửa đổi được gọi tên là SUV-PE đã được chấp nhận trang bị cho Su-27SK nâng cấp của Trung Quốc. Các thiết bị đồng hồ chỉ thị thông số bay analog trên bảng điều khiển bay của Su-27SK được thay thế bằng 2 màn hình hiển thị đa năng 6 in x 6 in MFI-10-6M và một màn hình LCD MFIP-6. Theo phía Nga tuyên bố tại Triển lãm hàng không Chu Hải lần thứ 6, trên 60 chiếc Su-27SK của Trung Quốc đã được nâng cấp tính đến cuối năm 2006.
Radar cũng được nâng cấp, nhưng việc nâng cấp không phải là một phần của thỏa thuận được ký với các nhà thầu của Nga. Thay vào đó, việc nâng cấp do chính Trung Quốc thực hiện từng bước, nhưng không có thông tin chính thức về chính xác loại radar được sử dụng nâng cấp, và do đó có tin đồn radar mạng pha bị động được sử dụng trong nâng cấp không được xác nhận. Với radar cải tiến, Su-27SK nâng cấp có hiệu quả hoạt động tốt hơn. Từ sau thông tin nâng cấp vào năm 2006, không có thông tin mới về Su-27SK nâng cấp của Trung Quốc.

### J-11C (hay J-11BJ)
Phiên bản hoạt động trên tàu sân bay chưa được chế tạo, được suy đoán dựa trên sự thành công của phiên bản Su-33 của Hải quân Nga. Mô hình đầu tiên của J-11C được trưng bày công khai tại triển lãm hàng không và quốc phòng tại Trung Quốc vào cuối năm 2002, và mô hình được trưng bày này có thể mang tất cả các tên lửa đối hạm hiện có của Trung Quốc, cũng như tên lửa không đối không kể cả PL-12.

## Quốc gia sử dụng
- Trung Quốc: Không quân Quân đội giải phóng Nhân dân Trung Quốc

## Thông số kỹ thuật (J-11/A)
Dữ liệu lấy từ Sino Defense.com.

### Đặc điểm riêng
- Tổ lái: 1
- Chiều dài: 21,9 m (72 ft 0 in)
- Sải cánh: 14,70 m (48 ft 3 in)
- Chiều cao: 5,92 m (19 ft 6 in)
- Diện tích cánh: 62,04 m² (667,8 ft²)
- Trọng lượng rỗng: 16.380 kg (36.110 lb)
- Trọng lượng cất cánh: 23.140 kg (51.010 lb)
- Trọng lượng cất cánh tối đa: 33.000 kg (73.000 lb)
- Động cơ: 2 × Lyulka AL-31F hoặc Woshan WS-10A "Taihang", 74,5 kN / 89,17 kN (16.800 lbf / 20.050 lbf) mỗi chiếc và khi đốt sau 123 kN / 129,4 kN (27,600 lbf / 29,101 lbf)

### Hiệu suất bay
- Vận tốc cực đại: Mach 2,35 (2.500 km/h, 1.600 dặm mỗi giờ)
- Vận tốc hành trình:
- Tầm bay: 3.720 km (2.010 hải lý, 2.310 dặm)
- Bán kính chiến đấu: 2.000 km (1.240 dặm)
- Trần bay: 19.000 m (62.523 ft)
- Vận tốc lên cao: >325 m/s (64.000 ft/min)
- Lực nâng của cánh: 371,0 kg/m² (76 lb/ft²)
- Lực đẩy/trọng lượng: 0,66 / 1,09 (đốt sau)
- G-limit: 9 g

### Vũ khí
- Súng: 1× pháo 30 mm (1,18 in) Gryazev-Shipunov GSh-30-1
- Giá treo: 10 mang
  - Tên lửa:
    - PL-12
    - PL-9
    - PL-8
    - Vympel R-27
    - Vympel R-73

  - Rocket
  - Bomb

### Hệ thống điện tử
- Radar điểu khiển hỏa lực: NIIP Tikhomirov N001VE Myech
- Hệ thống quang điện OEPS-27
- HMS NSts-27
- Thiết bị gắn ngoài Gardeniya ECM

### Máy bay có tính năng tương đương
- Sukhoi Su-27